# Михаило II Аморијац
Михаило II Аморијац (грч. Μιχαήλ Β'; 770 — 2. октобар 829), познат и као Михаило Муцавац, био је византијски војсковођа а затим и цар од 820. до 829. године. Најпознатији је као оснивач Аморијске (Фригијске) династије која је владала Византијом до 867. године.
Михаило је рођен 770. године у граду Амориону у малоазијској области Фригији. Породица му је припадала секти атингана, покрштеним Јеврејима који су задржали неке елементе претходе јудејске вероисповести.
У младости Михаило је служио као војник под командом узурпатора Вардана Турчина 803. године заједно са Лавом Јерменином и Томом Словеном. У договору са Лавом Јерменином Михаило је напустио узурпатора и пребегао цару Нићифору I. Доцније је помогао Лаву да 813. свргне Михаила I и заузме царски престо. Лав V Јерменин му се одужио тако што га је поставио на положај заповедника гарде ескубитора. Крајем 820. Лав је осудио и утамничио Михаила због завере, али су Михаилове присталице извеле атентат на цара и затим довеле на престо свог кандидата.
Михаило II је био иконоборац, али је дошавши на престо заузео умерен став и сваку расправу о иконама забранио. Није признао ни иконофилски Никејски сабор нити иконокластички сабор. Дозволио је прогнаним вођама иконофила да се врате из прогонства.
Највећу претњу по Михаилов царски положај стигао је у лику његовог старог ратног друга Томе Словена који се у Малој Азији 821. прогласио за цара. Тома је око себе окупио прогоњене иконофиле и павликијанце, а затим и најсиромашније слојеве друштва. Такође су га подржавале етнички разнолике теме Мале Азије, које су се бориле против византијског централизма. Затим је склопио савез са абасидским калифом Мамуном који му је омогућио да посети Антиохију у Сирији и тамо прими круну из руку антиохијског патријарха. На крају, Арапи су пребацили Тому и његове људе под Цариград који је од децембра 821. подвргнут опсади која је трајала преко годину дана. Међутим, у немогућности да заузме престоницу, а под нападима царских трупа и Михаилових савезника Бугара, Томин покрет се 823. распао, а сам узурпатор је ухваћен и убијен након мучења.
Док је Михаило II био заузет унутрашњим питањима, Византија је била угрожена од стране својих муслиманских непријатеља у периферним деловима царства. Управо у периоду после 823. једна флота шпанских Арапа из Египта је заузела острво Крит које ће остати под муслиманском влашћу све до 961. године. Такође, користећи се сукобима између византијских намесника, Арапи из северне Африке су 827. године предузели поход на Сицилију којим ће започети освајање највећег медитеранског острва.
Михаило Аморијац је 823. изгубио супруги Теклу, мајку његовог наследника Теофила. Како би учврстио свој положај оженио се Еуфросином, кћерком Константина VI, коју је зарад венчања извео из манастира. Цар се и овом приликом сукобио са црквеним великодостојницима.
После бурне војничке каријере и владавине, Михаило II је умро 2. октобра 829. године. Престо је сачувао свом сину Теофилу што се може сматрати и највећим достигнућем његове владавине.